# Ernst Osterloh
Ernst Wilhelm Hermann Osterloh (* 2. September 1889 in Elmendorf bei Bad Zwischenahn; † 10. Juli 1967 in Oldenburg (Oldb)) war ein deutscher Pädagoge und Politiker (DNVP und NSDAP).

## Leben

### Ausbildung und frühe Jahre
Osterloh wurde als Sohn des Hauptlehrers Sophus Osterloh in Elmendorf geboren. Er besuchte von 1899 bis 1905 die Realabteilung des Mariengymnasiums Jever und anschließend bis 1908 das Evangelische Lehrerseminar in Oldenburg. Von 1908 bis 1913 war er Volksschullehrer in Grabstede und Rüstringen. Am 23. September 1913, kurz nach seiner zweiten Lehrerprüfung, legte Osterloh am 23. September 1913 das Abitur am Gymnasium Jever ab. Im Wintersemester 1913/14 war er an der Universität Jena immatrikuliert und studierte die Fächer Deutsch, Geschichte und Geographie. Ab dem 14. August 1914 leistete er bis Kriegsende Kriegsdienst während des Ersten Weltkriegs. Zuletzt hatte er den Dienstgrad Leutnant der Reserve. Für seine Verdienste während des Krieges wurde er mit dem Eisernen Kreuz II. und I. Klasse ausgezeichnet.
Ab 1919/20 setzte er seine Studien in Jena fort. Dort wurde er 1920 promoviert und legte 1921 das Staatsexamen ab. Bereits ab 1920 unterrichtete er an der Oberrealschule Oldenburg. 1921 wurde er nach kurzer Vorbereitungszeit und einer Assessorenprüfung Lehrer am oldenburgischen Evangelischen Lehrerseminar.

### Politische Karriere und Tätigkeit im Dritten Reich
Osterloh engagierte sich nach dem Kriegsende auch politisch. Mit seinem Eintritt in die 1918 gegründete Deutschnationale Volkspartei (DNVP) sowie in den Deutschvölkischen Schutz- und Trutzbund konnte er erste politische Erfahrungen sammeln. Politische Ämter nahm er allerdings erst in der Endphase der Weimarer Republik an, so saß Osterloh für die DNVP im Oldenburger Stadtrat und war von 1931 bis 1933 Abgeordneter im Oldenburgischen Landtag. Seit 1932 war er auch noch dessen 1. Vizepräsident. Als Mitglied des von Alfred Hugenberg geführten nationalistischen Flügels der DNVP befürwortete Osterloh das Zusammengehen seiner Partei mit der NSDAP.
Als die Schulräte Wilhelm Stukenberg und Schlüter durch die oldenburgische NS-Regierung Röver aus ihren Ämtern gedrängt wurden, wurde Osterloh 1932 als deren Nachfolger eingesetzt und profitierte so von der nationalsozialistischen Personalpolitik. Als die oldenburgische DNVP dann im Dezember 1932 wegen ebendieser Personalpolitik zur Regierung auf Distanz ging, trat Osterloh aus der DNVP aus und trat unter Niederlegung seiner Mandate zum 1. Mai 1933 zur NSDAP über (Mitgliedsnummer 2.867.559).
1936 beauftragte die Reichsregierung Osterloh mit dem Aufbau einer Hochschule für Lehrerbildung in Saarbrücken und ernannte ihn dafür 1937 dafür formal zum Professor für Erziehungswissenschaften im preußischen Landesdienst an der früheren Pädagogischen Akademie Bonn (nun ebenfalls Hochschule für Lehrerbildung). Ab 1938 nahm Osterloh sein Amt in Saarbrücken wahr, allerdings wurde die HfL im November 1939 stillgelegt.
Mit dem Näherrücken der Westfront im Herbst 1944 wurde die als Ersatz geschaffene
Lehrerbildungsanstalt geschlossen, und Osterloh war zunächst im Parteieinsatz in Saarbrücken, später als Beauftragter für Schulverlagerungen im Gau Westmark tätig. Ende März 1945 kehrte er wegen der Kriegshandlungen im Westen nach Oldenburg zurück. Dort erhielt er am 19. April wiederum eine Stelle als Schulrat.

### Tätigkeit nach 1945
Nach Kriegsende lehnte die britische Militärregierung Osterlohs Antrag auf Weiterbeschäftigung im Staatsdienst zunächst ab. 1947 wurde Osterlohs Einspruch gegen diese Entscheidung zwar stattgegeben, allerdings ließ er sich pensionieren, bevor ihm eine neue Stelle zugeteilt werden konnte.
In den 1950er Jahren arbeitete Osterloh zusammen mit Wilhelm Grotelüschen an einem bereits während des Krieges begonnenen geographischen Kartenwerk der Weser-Ems-Region. Die hierbei bearbeitete Heimatkarte Zwischen Weser und Ems gilt bis heute ein Standardwerk und wurde in mehreren Auflagen publiziert.

## Familie
Osterloh war seit dem 8. Juli 1920 mit Anna Jaspers (1891–1978) verheiratet. Der Ehe entstammten vier Kinder.

## Werke
- Hrsg. mit Wilhelm Grotelüschen: Karte des Raumes Weser-Ems. (1:150.000), Leipzig 1943.
- Bearb. mit Wilhelm Grotelüschen: Heimatkarte. Zwischen Ems und Weser. (1:300.000), Oldenburg (um 1950, zahlreiche spätere Aufl.)
- Karte des Landkreises Ammerland (1:100.000). Oldenburg 1954.
- Karte des Landkreises Friesland (1:100.000). Oldenburg 1954.
- Karte des Stadt- und Landkreises Oldenburg und des Stadtkreises Delmenhorst (1:100.000). Oldenburg 1954.
- Karte des Landkreises Wesermarsch (1:100.000). Oldenburg 1954.